# انهيار جسر مكابيه
كان انهيار جسر المكابيا هو الحدث الكارثي لجسر المشاة فوق نهر العوجا في تل أبيب ، في إسرائيل في 14 يوليو 1997. أدى انهيار الهيكل الخشبي إلى مقتل أربعة وإصابة 69 رياضيًا أستراليًا كانوا يزورون إسرائيل للمشاركة في دورة الألعاب مكابيه . توفي أحد الرياضيين في الانهيار ، وتوفي ثلاثة بعد ذلك بسبب الإصابات الناجمة عن التعرض لمياه النهر الملوثة.
وفي وقت لاحق ، أدين خمسة أشخاص ، من بينهم المهندس الذي صمم الجسر ورئيس اللجنة المنظمة لألعاب تل أبيب ، بتعمد التسبب في الوفاة والإصابة.

## إنهيار الجسر
كما كان مقرراً خلال حفل الافتتاح ، بدأ الرياضيون المشاركون ، الذين تعاونوا مع وفودهم الوطنية ، عبور الجسر ودخول الملعب حسب الترتيب الأبجدي مر الفريق الفريق النمساوي أولاً ، ثم تبعه الوفد الأسترالي الذي تألفت من 373 عضوا . ومع عبور الرياضيين الأستراليين ، في صفوف متوازية من ستة أشخاص ، ارتدت دعامة الجسر عند منتصف المسافة تقريباً ، وبعد مرور ما يقارب 100 من الرياضيين الأستراليين ادي سقوطهم ثمانية أمتار في النهرإلى غرق العديد من الساقطين بالقوة في النهر البالغ عمقه 1.6 متر بسبب وزن الساقطين فوقهم.
قفز الرياضيون الآخرون طبقاً لشهادة شهود عيان وأفراد الشرطة إلى النهر لإنقاذ الساقطين. وفي داخل الاستاد ، اختار المسؤولون الحكوميون الإسرائيليون بما في ذلك الرئيس عيزر وايزمان ، الاستمرار في حفل الافتتاح ، لكنه ألغى ما تبقى من مسيرة الفرق الوطنية إلى الاستاد. في حين استمر التلفزيون الإسرائيلي في تغطية حية للحدث الرياضي ، متحولاً ذهاباً وإياباً بين جهود الإنقاذ المحمومة خارج الملعب والرقص الاحتفالي والعروض الخفيفة في الداخل.
وقد تم نقل المصابين البالغ عددهم 67 شخصًا إلى مركز رابين الطبي (مستشفي بيلنسون وهاشارون) القريب في بتاح تكفا ومركز سوراسكي الطبي (مستشفى ايخيلوف) . وشملت إصاباتهم كسر العظام واستنشاق المياه في حين أن أحدهم كان ميتاً عند وصوله المستشفي ويبلغ من العمر 37 عاماً .

## بعد الحادثة
كادت هذه الحادثة تقطع دورة الألعاب «المكابيا» وتسببت في توتر بين دولة إسرائيل والجالية اليهودية الأسترالية ، التي ادعت أن إسرائيل كانت بطيئة في تعويضهم بشكل قانوني. تسببت الكارثة في جهود كبيرة لتنظيف نهر العوجا من الملوثات التي كانت موجودة منذ عدة سنوات.